# Samuel Sáiz
Samuel Sáiz Alonso (Madrid, 1991. január 22.) spanyol korosztályos válogatott labdarúgó, a török Sivasspor középpályása.